# Marc Furi
|  | Per a altres significats, vegeu «Marc Furi (desambiguació)». |

Marc Furi (en llatí Marcus Furius) va ser un jurista romà que va viure entre els segles III i II aC. Formava part de la gens Fúria, una antiga gens romana d'origen patrici.
Va defensar Marc Valeri Leví davant del senat contra les acusacions que li van fer els ambaixadors macedonis l'any 201 aC. És probablement el mateix Marc Furi que va servir com a legat de Luci Furi (del que segurament era parent) el 200 aC en la guerra contra els gals.